# 玉置吉之丞
玉置 吉之丞（たまき きちのじょう、1886年8月11日 - 1961年4月7日）は、日本の政治家、実業家。玉置綿布社長。衆議院議員（2期）、参議院議員（1期）。

## 経歴
1886年8月11日、和歌山県名草郡内海村（内海町を経て現海南市）で吉田万右衛門の三男として生まれる。和歌山中学校修業。1902年に渡米し、1909年まで南カリフォルニア大学で政治経済学を学んだ。
帰国後、玉置きくのの養子となり、玉置綿布工業社を創立し、事業を拡大して1919年には株式会社組織に改組して社長となる。和歌山県織物同業組合長、和歌山県織物工業組合理事長、日本綿織物工業組合連合会理事を務めて業界の発展に貢献する傍ら、南海瓦斯興業株式会社監査役、内海紡績株式会社常務取締役、玉置綿布染工株式会社社長、昭南工業株式会社社長を兼ねて地元の実業界にも貢献した。
1915年、内海町会議員に当選した。また、海草郡会議員、和歌山県商工経済会会頭、和歌山県商工会議所を歴任した。1927年には和歌山県会議員に海草郡から選出されて2期4年務め、任期中の1931年10月には和歌山県参事会員に選ばれている。
1932年の第18回衆議院議員総選挙に立憲政友会から出馬し、当選したため和歌山県会議員を辞職した。衆議院議員を2期務めた後、戦後の第1回参議院選挙に和歌山地方区から出馬し、元貴族院議員で紀州徳川家当主徳川頼貞に次ぐ75,383票を獲得して当選する。しかし、第2回参議院選挙では新人の永井純一郎に敗れて政界から引退した。
政界引退後は地元の実業界に復帰し、1951年に創立された海南商工会議所では会頭を6期連続で務めるなど存在感を示した。また、和歌山県教育協会会長、海外引揚援護協会会長をはじめとする公職も務めた。1956年4月には織物染色を海外へ進出させた功で藍綬褒章受章。1955年11月、日本赤十字社和歌山県支部事業資金として10万円寄付により1956年5月11日紺綬褒章受章。
1961年4月7日、死去。満74歳没。正五位に叙され、勲三等旭日中綬章追贈。

## 政策・主張

### 政見綱領
- 自主的強力外交の確立[1]
- 国防の充実と産業施設の拡充[1]
- 地方財政補整の為年額5千万円程度の交付、米穀、産繭、肥料の統制、適地適産の農村工業化[1]
- 進取的貿易政策の確立[1]
- 中小商工業者に対し最低5千万円の金融機関を設置し、普遍的に融資を図る事[1]